# Wasserlungen
Die Wasserlungen sind Ausstülpungen des Enddarms bei Seegurken, auch Seewalzen genannt. Diese befinden sich vor dem After und sind paarig und schlauchförmig. Sie sind neben der Atmung auch für den Mineralstoffwechsel und die Exkretion zuständig.
Der Darm besitzt sowohl ein Dorsal- als auch ein Ventralgefäß. Am Dorsalgefäß sitzen zahlreiche Gefäße, welche kontraktil sind und als Herzen fungieren können. Sie bilden einen Plexus, von dem sich das Blut in einem Ventralgefäß sammelt. Das Gefäßnetz verbindet Darm und linke Wasserlunge. Um die Wasserlungen befinden sich zahlreiche Follikel, in denen sich Blutzellen anhäufen.
Wasserlungen sind schlank und hoch gewachsen wie ein Baum mit vielen kürzeren Verzweigungen, tatsächlich sind es Röhren mit dünner Wand. Um die Lungen herum befindet sich die Leibeshöhlenflüssigkeit. Werden nun After und der Eingang zu den Wasserlungen geöffnet, kann Wasser mit Sauerstoff in die Wasserlungen gelangen. Der von den Wasserlungen aus dem Wasser aufgenommene Sauerstoff kann dann direkt von den Wasserlungen in die Leibeshöhlenflüssigkeit abgegeben werden. Wasserlungen sind also Gebilde des Darms; statt Luft wie beim Menschen wird Wasser aufgenommen und diesem dann der Sauerstoff entzogen.